# Unternehmen Blücher
Unternehmen Blücher war der Tarnname für deutsche und rumänische Operationen zur Eroberung der Taman-Halbinsel im September 1942.
In der kurz nach dem Fall der Festung Sewastopol erlassenen „Weisung Nr. 43“ des Oberkommandos der Wehrmacht vom 11. Juli 1942 war ursprünglich vorgesehen, Anfang bis Mitte August mit der Masse der auf der Krim eingesetzten 11. Armee über die Straße von Kertsch überzusetzen, um das Vorgehen der Heeresgruppe A auf den Kaukasus im Rahmen der Sommeroffensive Fall Blau zu unterstützen. Aufgrund der Entscheidung, starke Kräfte der 11. Armee der Heeresgruppe Nord für die geplante Eroberung Leningrads („Unternehmen Nordlicht“) zuzuführen, sowie der Notwendigkeit der weiteren Sicherung der Krim wurde der Umfang des Unternehmens jedoch stark reduziert, es lief nun unter der Bezeichnung „Blücher II“.
Das Unternehmen begann am 1. September 1942 mit einem Angriff der rumänischen 5. und 6. Kavallerie-Division auf die Tamanhalbinsel von Osten her. Am 2. September landeten Verbände der deutschen 46. Infanterie-Division und der rumänischen 3. Gebirgsdivision auf der Nord- und Ostseite der Halbinsel. Dies geschah mit Hilfe von 24 Marinefährprahmen sowie diversen Siebelfähren, Sturm- und Pionierlandungsbooten des zu diesem Zweck im Juli 1942 gebildeten Marineeinsatzstabs Krim unter Konteradmiral Ernst Scheurlen.
Um der drohenden Einkesselung zu entgehen, wurden der größte Teil der sowjetischen Heeres- und Marineinfanterieverbände von der Südküste der Tamanhalbinsel nach dem Hafen Noworossijsk über See evakuiert. Dies geschah durch Schiffe der sowjetischen Asow-Flottille in der Zeit vom 2. bis zum 5. September. Am 2., 3. und 5. September griffen Boote der deutschen 1. Schnellboot-Flottille die sowjetischen Beladungsstellen an und versenkten 19 sowjetische Schiffe. Am 9. September begannen die Sowjets mit der Evakuierung von Noworossijsk, dem damals größten noch verbliebenen Stützpunkt der Schwarzmeerflotte.
Das Unternehmen Blücher II bildete die Voraussetzung zum Übersetzen weiterer deutscher und rumänischer Divisionen über die Straße von Kertsch und deren Teilnahme an der Schlacht um den Kaukasus.